# Handley Page Type W

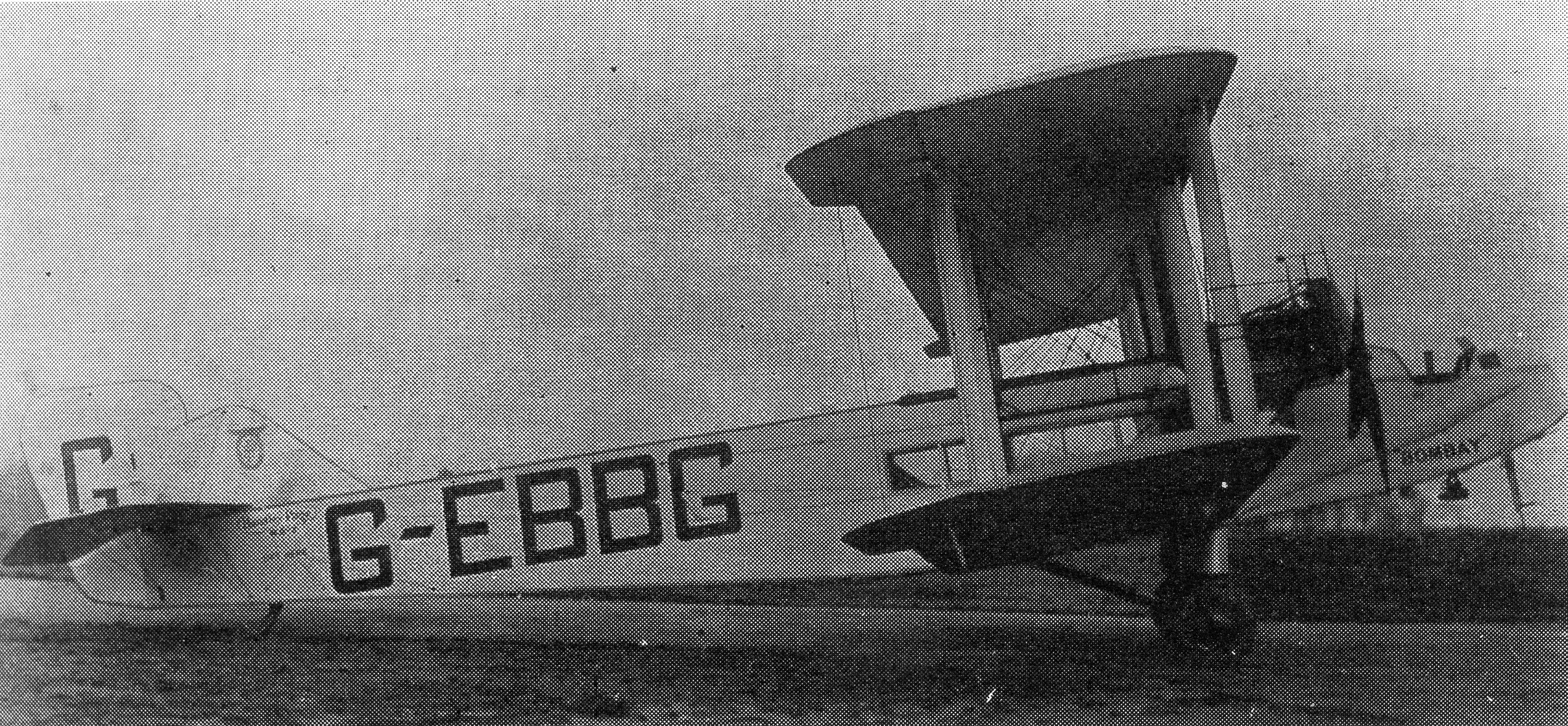
Tweemotorige Handley Page Type W.8b

De Handley Page Type W was een Brits passagiersvliegtuig. Het was een dubbeldekker met twee of drie motoren en werd gebouwd door vliegtuigfabriek Handley Page. De eerste vlucht was op 2 december 1919. De eerste gebruikers waren SABENA en Imperial Airways.
De W.8 versie (ook wel aangeduid als H.P.18) was het eerste speciale civiele passagierstoestel van Handley Page, hoewel het basisontwerp was afgeleid van de O/400 bommenwerper. Het had een gesloten cabine voor 12 passagiers. De 2 bemanningsleden zaten in een open cockpit. Het was het eerste verkeersvliegtuig ter wereld met een speciale toiletruimte aan boord. Het prototype was voor het eerst te zien in 1919 op de Paris Air Show op Le Bourget. Er zijn een aantal varianten van gemaakt met zowel twee als drie motoren.

## Varianten
- W.8 Prototype voor 15 personen met 2 Napier Lion motoren. De originele type aanduiding was W/400.
- W.8b Vanwege overheidsregels was het aantal passagiers teruggebracht naar 12. De brandstoftanks waren verplaatst van de motorgondels naar de bovenkant van de vleugels.
- W.8c Aanpassing uit 1923 van de W.8b versie voor 16 passagiers in een langere cabine.
- W.8e Deze versie was uitgerust met een derde motor in de neus om het risico van een motorstoring te verkleinen. De eerste W.8e werd verkocht aan SABENA.
- W.8f Deze driemotorige versie was uitgerust met cabineverwarming door middel van luchtcirculatie via de warme motoruitlaat.
- W.8g Versie uit 1929 waarbij de derde motor in de neus was verwijderd. De twee motoren aan de vleugels waren nu van het type Rolls-Royce F.XIIA. De verbeterde staartvlakken waren identiek aan het W.10 ontwerp.
- W.9a Nieuwe driemotorige versie met Armstrong Siddeley Jaguar IV stermotoren. Het toestel vloog de route Londen-Parijs in een recordtijd van 86 minuten.
- W.10 Tweemotorige versie met Napier Lion motoren, gebouwd voor Imperial Airways.

## Specificaties
- Type: Handley Page W.8f
- Fabriekscode: H.P.18
- Fabriek: Handley Page
- Rol: Passagiersvliegtuig
- Bemanning: 2
- Passagiers: 12
- Lengte: 18,33 m
- Spanwijdte: 22,91 m
- Hoogte: 5,18 m
- Leeggewicht: 3901 kg
- Maximum gewicht: 5897 kg

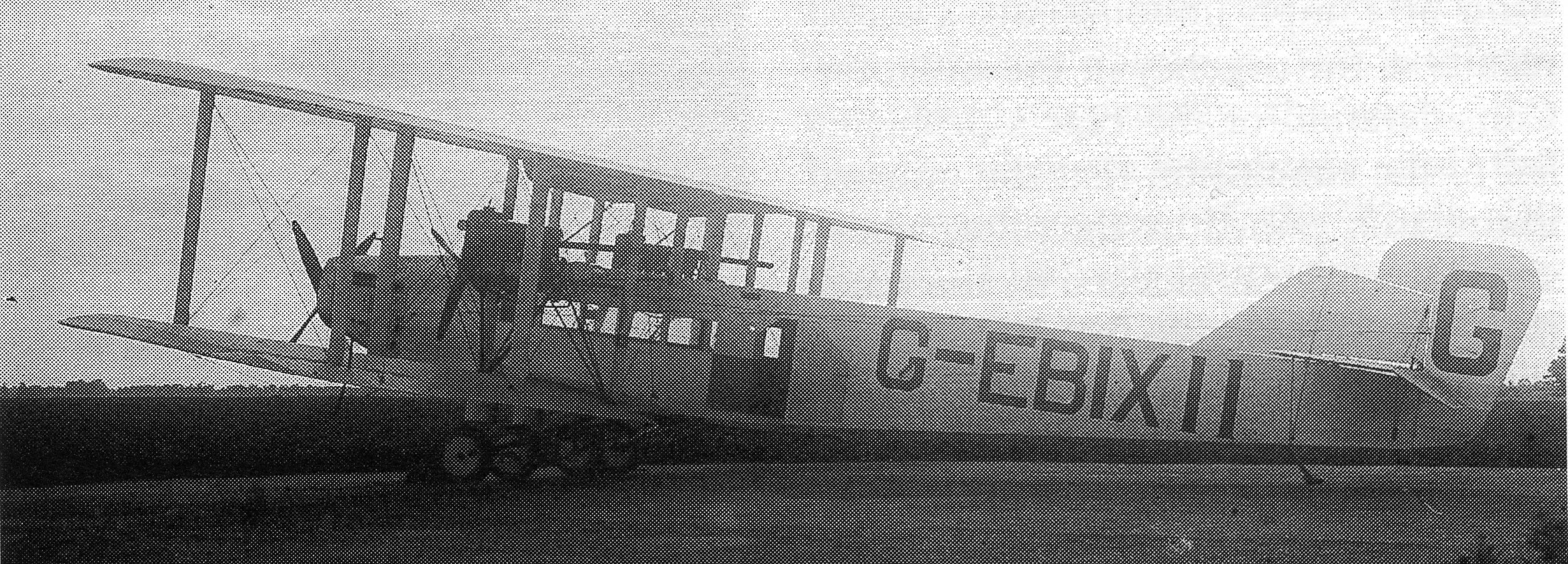
Handley Page W.8f met drie motoren

- Motor: 1× Rolls-Royce Eagle IX watergekoelde V-12 360 pk (270 kW) in de romp neus
- Motor: 2× Siddeley Puma watergekoelde 6-cilinder lijnmotor 240 pk (180 kW) elk tussen de vleugels
- Propeller: Vierblads
- Eerste vlucht: 2 december 1919
- Uit dienst: 1934
- Aantal gebouwd: 25

Prestaties
- Maximumsnelheid: 166 km/u
- Kruissnelheid: 137 km/u
- Vliegbereik: 1100 km
- Plafond: 4000 m